# ای هیساتورا
ای هیساتورا ((به ژاپنی: 頴娃 久虎 Ei Hisatora); ۱ ژانویهٔ ۱۵۵۸ – ۱ ژانویهٔ ۱۵۸۷) سامورایی در دوره سنگوکو و ملازم خاندان شیمازو اهل ژاپن بود.